# Charles Alexander
Charles Fred Alexander Jr. (Galveston, 13 gennaio 1957) è un ex giocatore di football americano statunitense che ha militato nel ruolo di running back nella National Football League (NFL).

## Carriera
Al college Alexander giocò a football a LSU dove fu premiato due volte come All-American. Fu scelto dai Cincinnati Bengals nel corso del primo giro (dodicesimo assoluto) del Draft NFL 1979. Trascorse la maggior parte della carriera come riserva del running back Pro Bowler Pete Johnson, dividendo anche le portate con l'ex vincitore dell'Heisman Trophy Archie Griffin. La sua miglior stagione fu nel 1980, in cui giocò tutte le 16 partite e corse 702 yard.
Ebbe un ruolo importante per i Bengals nei playoff 1981-82. Nel divisional round contro i Buffalo Bills corse 72 yard e segnò due touchdown. Fu il primo giocatore della storia di Cincinnati a segnare più di un touchdown in una gara di playoff e rimane uno dei soli quattro. Corse poi 22 yard e ricevette 3 passaggi per 25 yard nella vittoria su San Diego nel famoso "Freezer Bowl". "Tutto nella linea laterale era congelato: i giocatori, l'acqua, il Gatorade, tutto," disse Alexander sulle condizioni della gara. Nel Super Bowl XVI corse 5 volte per 17 yard e ricevette 2 passaggi per 3 yard nella sconfitta contro i 49ers.

## Palmarès

### Franchigia
- American Football Conference Championship: 1

Cincinnati Bengals: 1981

### Individuale
- College Football Hall of Fame